# Ana Miralles

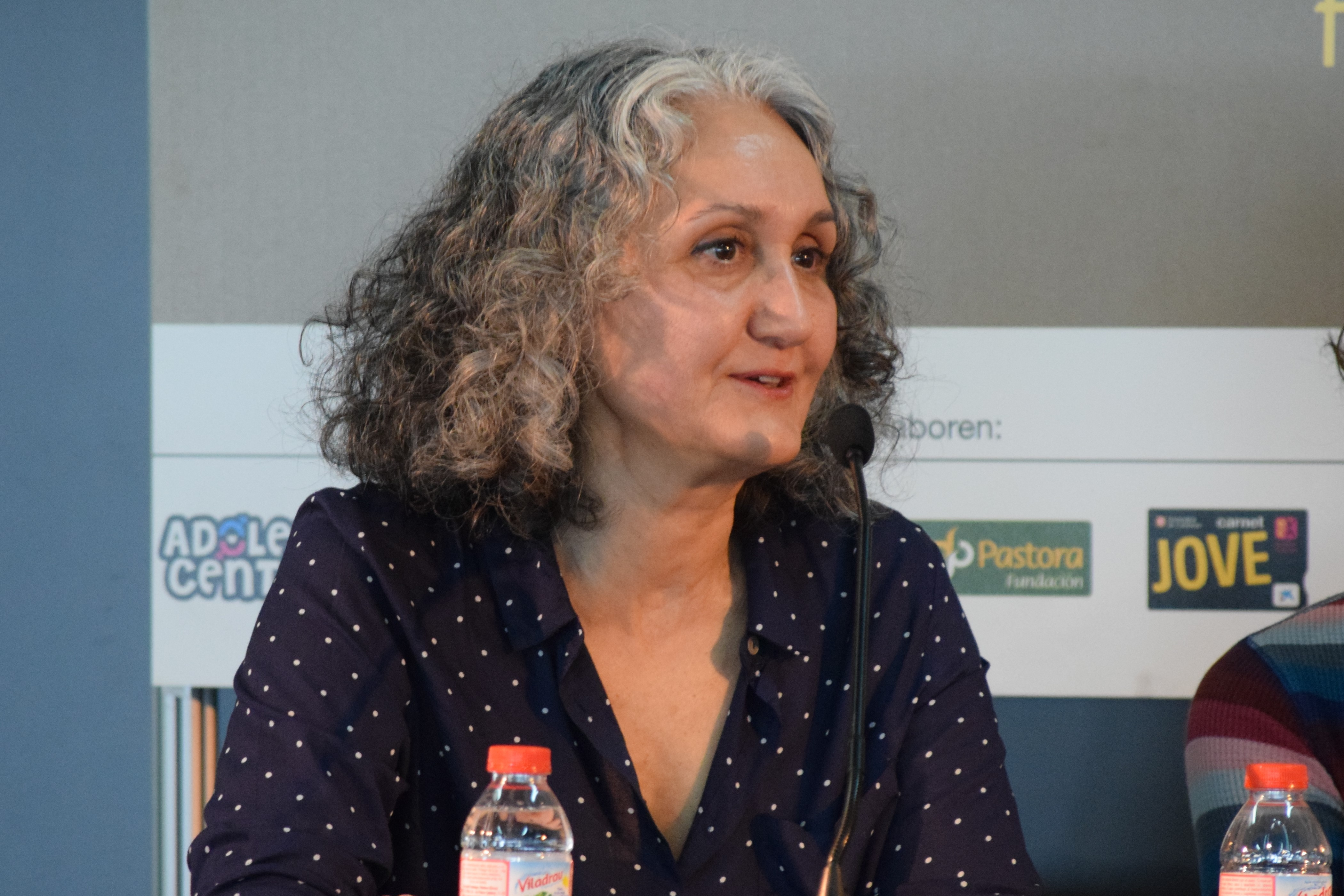
Ana Miralles

Ana Miralles (* 16. Dezember 1959 in Madrid) ist eine spanische Comiczeichnerin und Illustratorin.

## Leben
Ana Miralles absolvierte bis 1982 ein Studium der Bildenden Kunst. Danach war sie als Illustratorin tätig, auch erste Comic-Arbeiten entstanden. Von 1991 bis 1994 erschien der Dreiteiler Eva Medusa mit dem Texter Antonio Segura, mit dem sie international bekannt wurde. Von 1997 bis 1999 wurde der Dreiteiler Auf der Suche nach dem Einhorn mit dem Texter Emilio Ruiz veröffentlicht. Ab 2001 folgte die Serie Djinn mit dem Texter Jean Dufaux, die es auf 13 Bände brachte. 2008 erschien die Graphic Novel Mano en Mano mit Ruiz.